# Vielle-Adour
 Vielle-Adour  es una comuna y población de Francia, en la región de Mediodía-Pirineos, departamento de Altos Pirineos, en el distrito de Tarbes y cantón de Séméac.
Su población en el censo de 1999 era de 422 habitantes.
Está integrada en la Communauté de communes Gespe Adour Alaric.